# Nacho Montes
Nacho Montes, all'anagrafe Ignacio Montes González (Estepona, 7 novembre 1992), è un attore spagnolo.

## Biografia
Nacho Montes è nato il 7 novembre 1992 ad Estepona, in Andalusia.

## Carriera
Nacho Montes ha partecipato a serie come Los Serrano, La pecera de Eva e BuenAgente. Durante il 2013 e il 2014 ha interpretato Carlos Almansa nella serie Antena 3 Vive cantando. Nel 2015 ha interpretato Marco in Una vita e nel 2016 ha interpretato il ruolo di Damián Dos Casas nella soap opera Il segreto.
Nel 2016 e nel 2017 è apparso nella serie Centro médico. Nel 2017 e nel 2018 ha recitato nella serie Velvet Collection.
Nel 2019 ha recitato nella serie originale Netflix Alto mare, dove ha interpretato il ruolo di Dimas Gómez.
Nel 2021 è entrato a far parte del cast della serie Servir y proteger.

## Filmografia

### Cinema
- Azul y no tan rosa, regia di Miguel Ferrari (2012)
- Sájara, regia di Juanan Martínez (2013)
- Los amores cobardes, regia di Carmen Blanco (2018)
- Through a Boy's Eyes, registi vari (2018)
- El verano que vivimos, regia di Carlos Sedes (2020)
- Fuimos canciones, regia di Juana Macías (2021)

### Televisione
- Los Serrano – serie TV, 2 episodi (2016-2017)
- Vive cantando – sitcom, 25 episodi (2012-2013)
- Una vita (Acacias 38) – soap opera, 26 episodi (2015)
- Il segreto (El secreto de Puente Viejo) – soap opera, 11 episodi (2016-2017)
- Centro médico – serie TV, 2 episodi (2016-2017)
- Velvet Collection – serie TV, 20 episodi (2017-2018)
- Alto mare (Alta mar) – serie TV, 22 episodi (2019-2020)
- Servir y proteger – serie TV (dal 2021)

## Doppiatori italiani
Nelle versioni in italiano dei suoi film e delle sue serie TV, Nacho Montes è stato doppiato da:
- Alessandro Capra in Una vita[3]
- Massimo Triggiani in Alto mare[4]